# Tomasz Kłos
Tomasz Kłos (Zgierz, 7 marzo 1973) è un allenatore di calcio ed ex calciatore polacco, di ruolo difensore.

## Palmarès

### Club

#### Competizioni nazionali
- Campionato polacco: 1

Wisla Cracovia: 2004-2005